# Харківське товариство дослідників природи
Харківське товариство дослідників природи — наукове товариство, створене у травні 1869 року в Харкові під назвою «Общество испытателей природы при Харьковском Университете». Одним із головних ініціаторів створення був професор М. Бекетов. Першим головою товариства став професор О. Чернай (1869—1879).
Метою товариства був розвиток різних напрямків природознавства: геологічного, зоологічного, ботанічного та ін. Воно об'єднувало місцевих та іногородніх вчених. У своїй діяльності товариство звертало увагу на систематизацію мало вивчених досліджень або мали соціально-економічне значення. Також товариство дбало про підвищення наукового рівня і професійної кваліфікації своїх членів. Згідно статуту товариства, затвердженого Міністерства освіти у 1869, можна було об'єднувати дослідників товариства для вирішення важливих наукових питань. Об'єднувало від 40 (1869 року) до 212 (1927 року) членів. Товариство видавало «Труды общества испытателей природы при Харьковском Университете» (1869—1925) і «Труди Харківського товариства дослідників природи» (1927—1930).
Діяльність Харківського товариства дослідників природи цікавила наукові товариства і установа як і в Росії, так і за кордоном. Як наслідок такої зацікавленості вони отримували вадання товариства. Так, тільки за 1911—1912 «Труды общества испытателей природи при Харьковском университете» були розіслані 8 університетам, 18 товариствам, ботанічним садам і природничо-науковим музеям, 10 науковим бібліотекам, 6 лабораторіям і кабінетам Росії, а також 50 університетам, академіям та іншим науковим центрам Європи і Америки.
Товариство виконало велику роботу у вивченні флори і фауни Харківщини і прилеглих до неї територій, а також Південної України, досліджувало геологічну будову України, зокрема Донецького кряжа. У 1914 році організувало Донецьку гідробіологічну станцію.
Під час першої світової війни діяльність товариства зменшилася, хоча засідання відбувалися регулярно. Робота Харківського товариства дослідників природи почала відновлюватися після закінчення громадянської війни. Проте його діяльність стала проявлятися у засіданнях, де обговорювались доповіді й реферати його членів. Обмежилися можливості для друку праць його членів, комплектування наукової бібліотеки.
За більш ніж 60 років існування Товариство дослідників природи зробило значний внесок у вивчення природи України (виконання значного обсягу систематичних, флористичних, фауністичних, ембріологічних та фізіологічних досліджень).
В різні часи головами товариства були: І. Леваковський (1879—1893), Ю. Морозов (1894—1899), Л. Рейнгард (1900—1905, 1908—1914).
Перестало існувати 1930 року. З 1919 року до останньої години товариством керував О. Нагорний.